# ساوت هیل (واشینگتن)
ساوت هیل (به انگلیسی: South Hill) یک منطقهٔ مسکونی در ایالات متحده آمریکا است که در شهرستان پیرس، واشینگتن واقع شده‌است. ساوت هیل ۴۶٫۸ کیلومتر مربع مساحت و ۵۲٬۴۳۱ نفر جمعیت دارد و ۱۶۳ متر بالاتر از سطح دریا واقع شده‌است.